# Aurizberri
Pour les articles homonymes, voir Espinal.
Aurizberri en basque ou Espinal en espagnol, est un village situé dans la commune de Erro dans la Communauté forale de Navarre, en Espagne. Il est doté du statut de concejo.
Aurizberri / Espinal est situé dans la zone linguistique bascophone de Navarre.

## Géographie
Le quartier Alteabalsa à Aurizberri correspondrait à la ville romaine appelée Iturissa sur l'Iter XXXIV de l'Itinéraire d'Antonin, dans sa description de la voie romaine Bordeaux-Astorga.

## Histoire
Le bourg fut fondé en 1269 par Teobaldo II (Thibaud II de Navarre) « afin que les pieux roumieux aient entre les deux villages de Roncevaux et Viscarret, un autre où se recueillir, et qui soit comme une sentinelle contre les attaques qui se perpétuent souvent dans ces lieux déserts. »

## Démographie
| 2000 | 2001 | 2002 | 2003 | 2004 | 2005 | 2006 | 2007 | 2008 | 2010 | 2014 |
| ---- | ---- | ---- | ---- | ---- | ---- | ---- | ---- | ---- | ---- | ---- |
| 263  | 260  | 264  | 255  | 248  | 240  | 237  | 236  | 240  | 234  | 243  |

## Culture et patrimoine

### Pèlerinage de Compostelle
Sur le Camino navarro du Pèlerinage de Saint-Jacques-de-Compostelle, on vient de Burguete, la prochaine halte est Viscarret alias Bizkarreta-Gerendiain et son église San Saturnino (Saint-Sernin),

### Patrimoine religieux
S'y trouve la Croix de fer du quartier Saint-Jacques et l'église San Bartolomé, moderne.
Au col de Mezkiritz, un votif est dédié à la Vierge du Chemin (Virgen del Camino).

### Patrimoine civil
Espinal aligne des portes armoriées le long de sa grand-rue.

### Personnalité
- Leni Escudero, chanteur français, est né à Espinal le 5 novembre 1932. Il meurt le 9 octobre 2015 à Giverny en France.

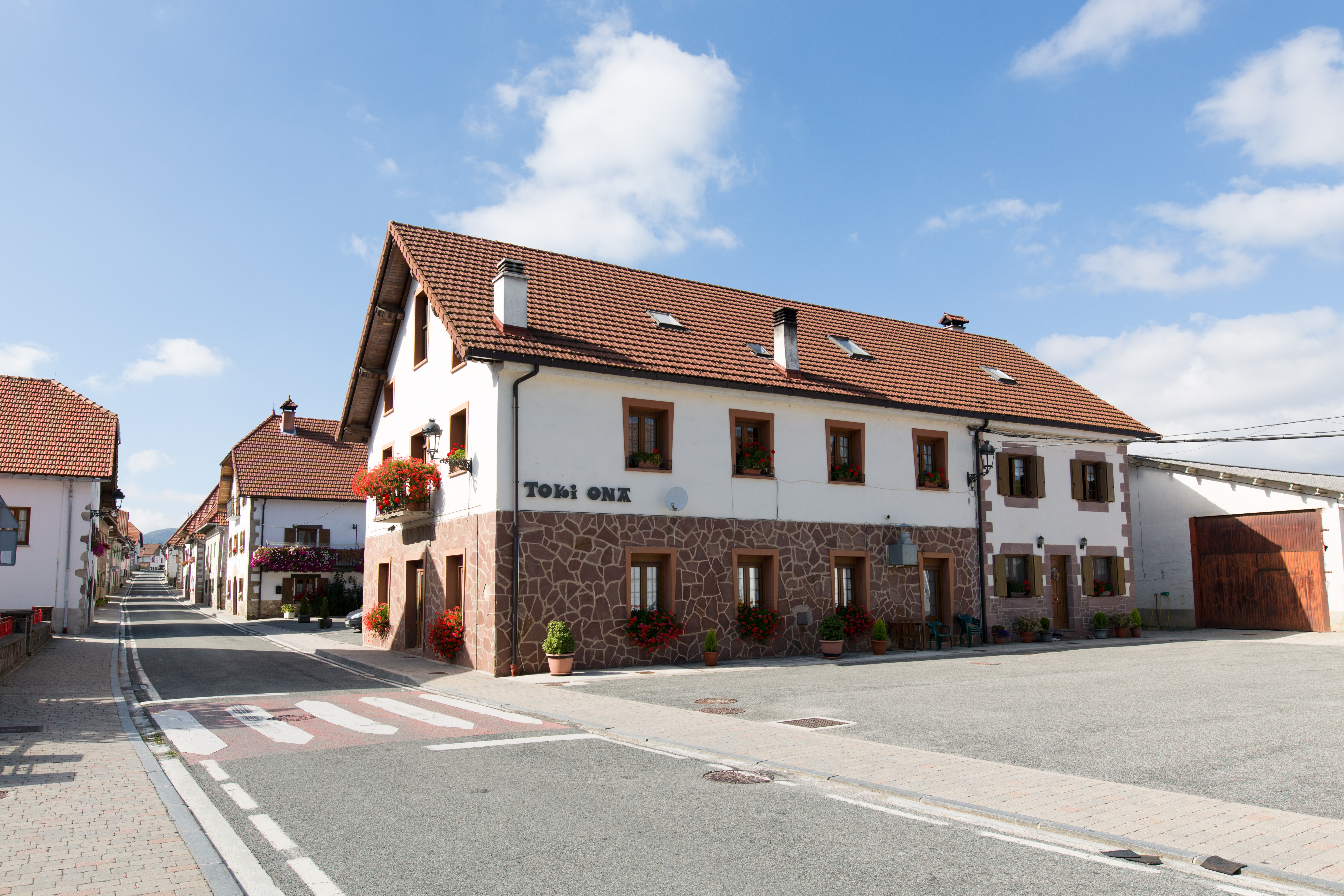
Toki ona
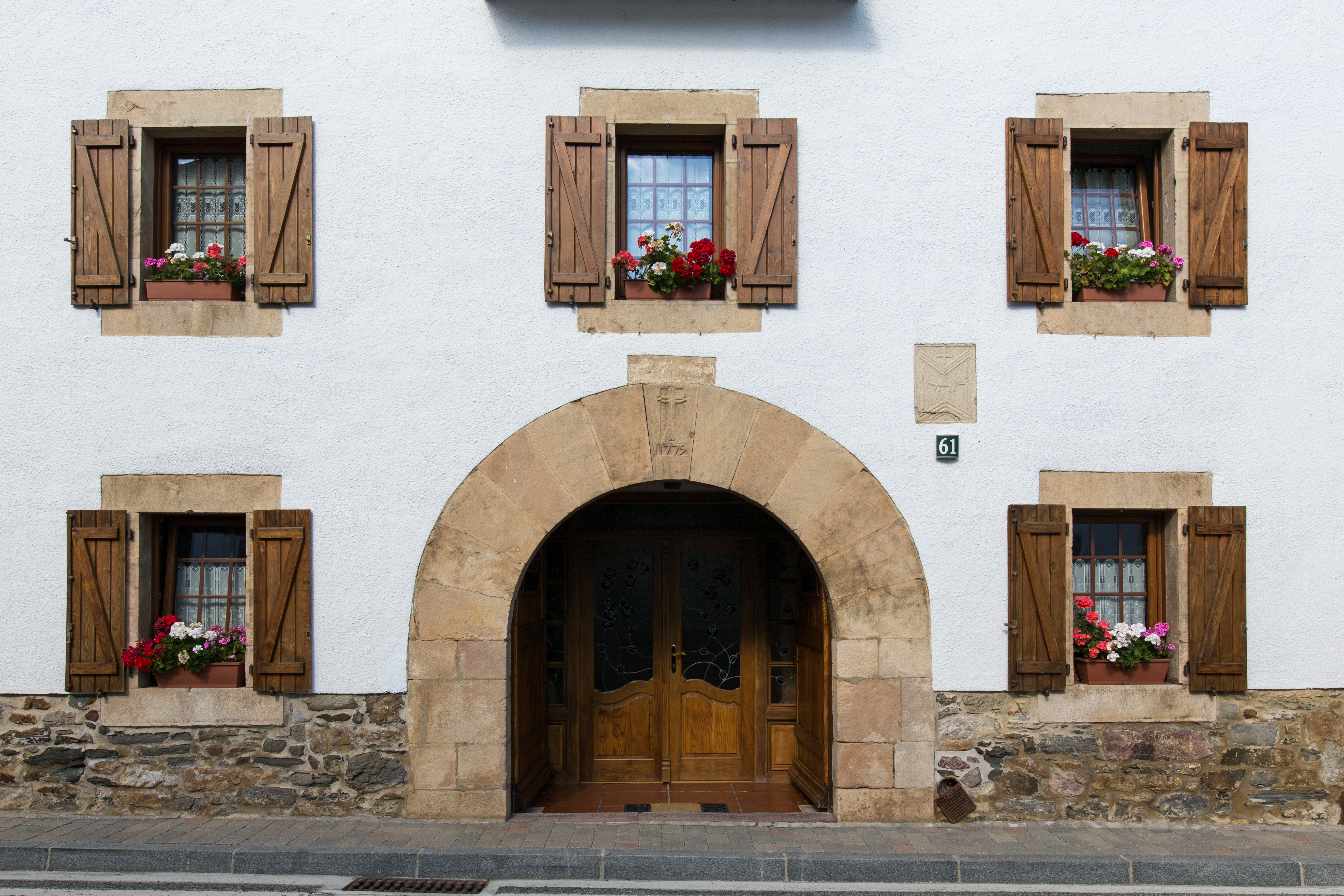
maison
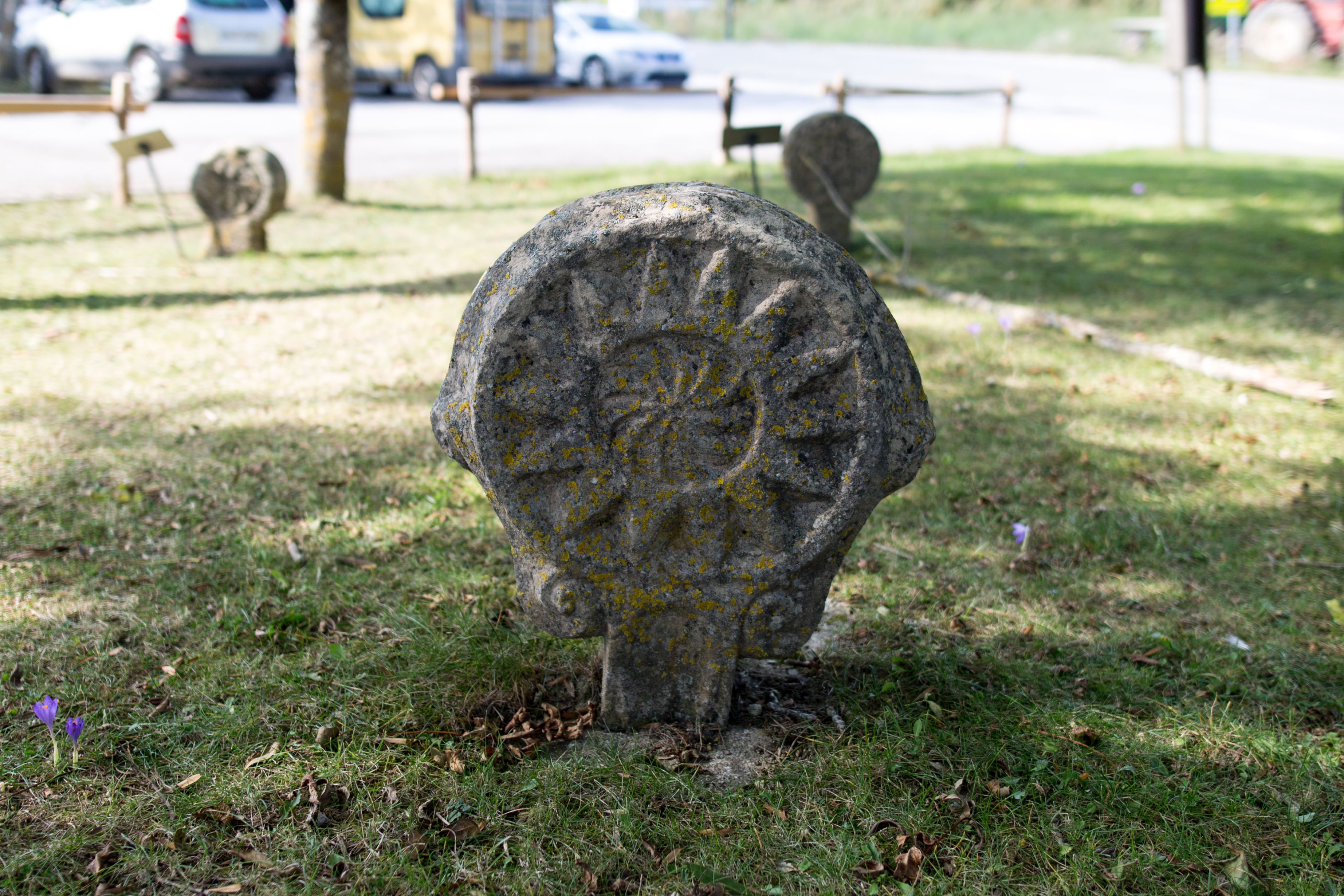
stèle basque
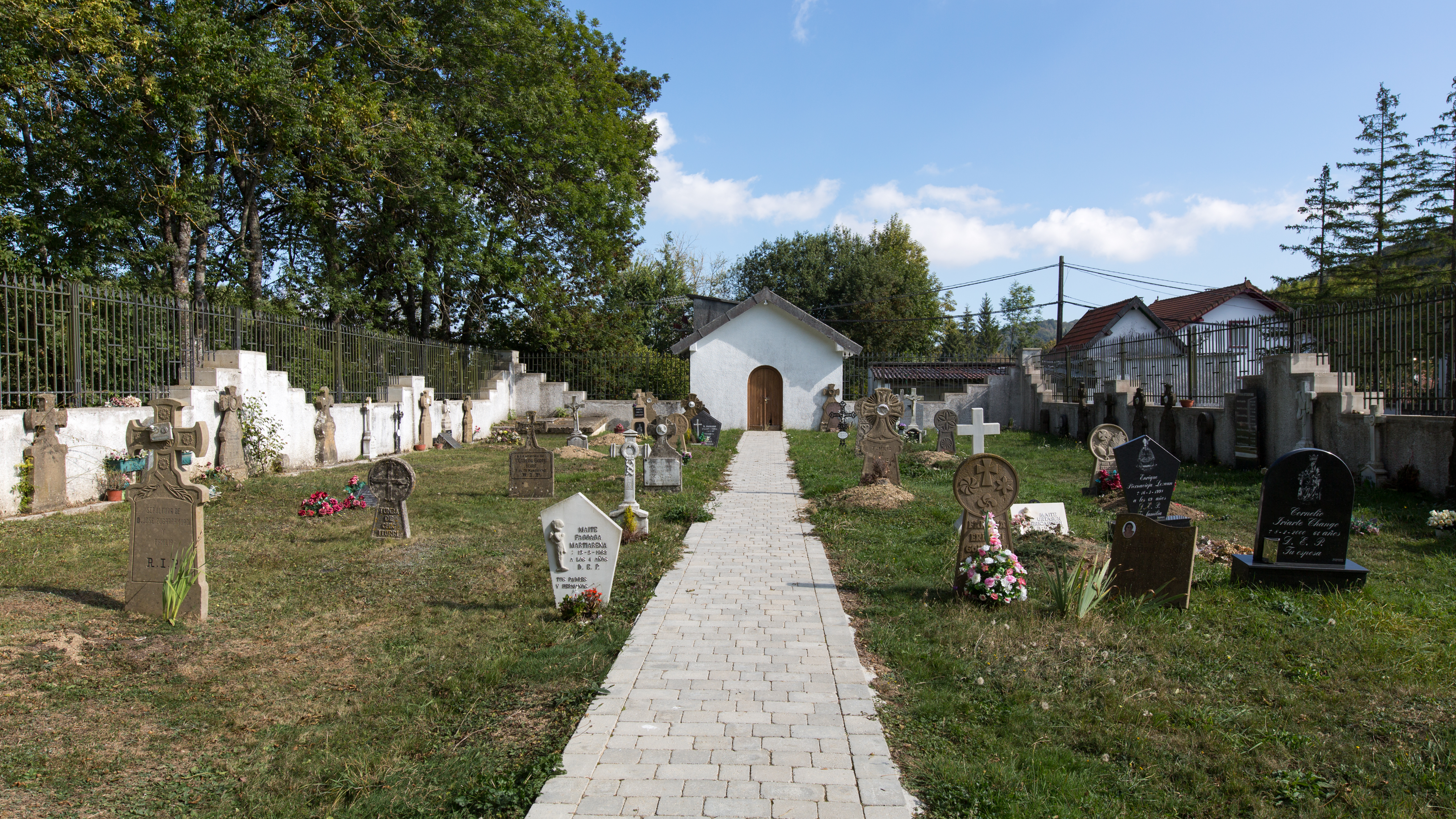
cimetière
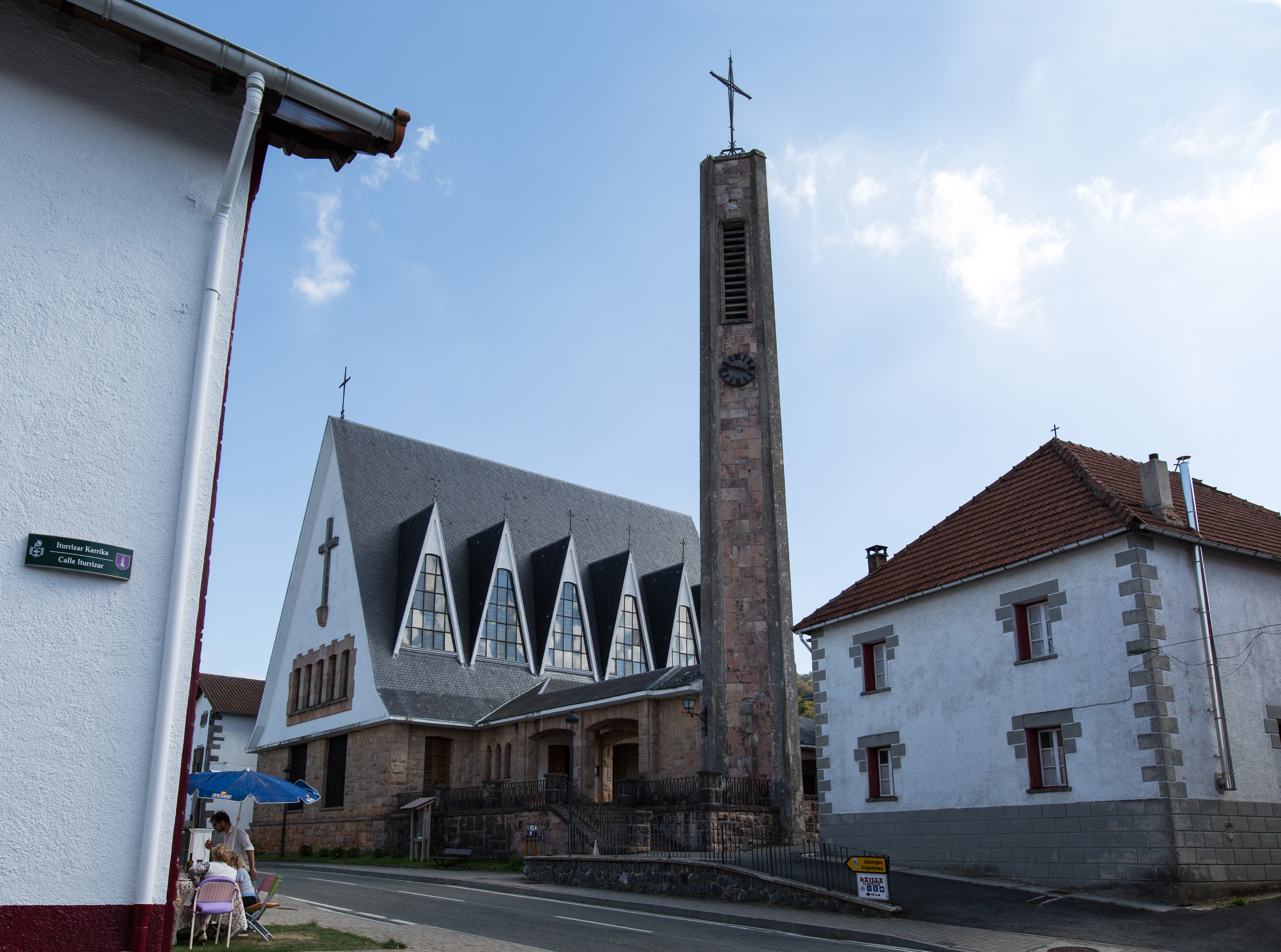
église

### Sources et bibliographie
- (eu) Cet article est partiellement ou en totalité issu de l’article de Wikipédia en basque intitulé « Aurizberri » (voir la liste des auteurs).
- Grégoire, J.-Y. & Laborde-Balen, L. , « Le Chemin de Saint-Jacques en Espagne - De Saint-Jean-Pied-de-Port à Compostelle - Guide pratique du pèlerin », Rando Éditions, mars 2006,  (ISBN 2-84182-224-9)
- « Camino de Santiago St-Jean-Pied-de-Port - Santiago de Compostela », Michelin et Cie, Manufacture Française des Pneumatiques Michelin, Paris, 2009,  (ISBN 978-2-06-714805-5)
- « Le Chemin de Saint-Jacques Carte Routière », Junta de Castilla y León, Editorial Everest